# Allodontichthys
Allodontichthys és un gènere de peixos pertanyent a la família dels goodèids.

## Distribució geogràfica
Es troba a Mèxic.

## Taxonomia
- Allodontichthys hubbsi (Miller & Uyeno, 1980)[3]
- Allodontichthys polylepis (Rauchenberger, 1988)[4]
- Allodontichthys tamazulae (Turner, 1946)[5]
- Allodontichthys zonistius (Hubbs, 1932)[6][7][8][9]